# Adrian Croitoru
Adrian Croitoru (* 24. Februar 1971 in Tudora, Kreis Botoșani) ist ein ehemaliger rumänischer Judoka und späterer Judotrainer. Er war Europameister im Jahr 2000 und zweimal Weltmeisterschaftsdritter.

## Sportliche Karriere
Der 1,83 m große Adrian Croitoru trat im Mittelgewicht an, der Gewichtsklasse bis 86 Kilogramm (ab 1998 bis 90 Kilogramm).
1990 war er Dritter der Juniorenweltmeisterschaften. 1991 gewann er nach einer Halbfinalniederlage gegen den Deutschen Axel Lobenstein den Kampf um Bronze gegen den Briten Densign White bei den Europameisterschaften in Prag. Ein halbes Jahr später siegte er bei den Junioren-Europameisterschaften. Bei den Europameisterschaften 1992 in Paris bezwang er im Halbfinale den Schweizer Daniel Kistler, im Finale unterlag er dem Franzosen Pascal Tayot. Zweieinhalb Monate nach den Europameisterschaften fanden in Barcelona die Olympischen Spiele 1992 statt. In seinem ersten Kampf bezwang Croitoru nach 3:22 Minuten Joseph Wanag aus den Vereinigten Staaten, im Achtelfinale unterlag er Pascal Tayot. In der Hoffnungsrunde besiegte er den Ungarn Károly Korbel durch Schiedsrichterentscheid (Yusei-gachi), den Kubaner Andrés Franco Ramos durch Ippon und den Schweizer Daniel Kistler ebenfalls durch Ippon. Den Kampf um Bronze verlor er gegen den Kanadier Nicolas Gill ebenfalls durch Ippon.
1993 gewann Croitoru den ersten seiner neun rumänischen Meistertitel. Acht davon gewann er bis 2001 im Mittelgewicht, 1995 siegte er außerdem in der offenen Klasse. Bei den Europameisterschaften 1993 belegte Croitoru den fünften Platz, nachdem er den Kampf um Bronze gegen den Niederländer Alex Smeets verloren hatte. Fünf Monate später bei den Weltmeisterschaften 1993 in Hamilton unterlag er im Halbfinale Nicolas Gill. Den Kampf um Bronze gewann Croitoru gegen den Ukrainer Ruslan Maschurenko. 1994 unterlag Croitoru im Halbfinale der Europameisterschaften in Danzig dem Russen Oleg Malzew, im Kampf um Bronze besiegte er Maschurenko. Bei den Weltmeisterschaften 1995 belegte Croitoru den siebten Platz. 1996 gewann er das Turnier von Paris und belegte den fünften Platz bei den Europameisterschaften in Den Haag. Bei den Olympischen Spielen 1996 in Atlanta bezwang Croitoru in seinem ersten Kampf den Japaner Hidehiko Yoshida durch Ippon, gegen Ruslan Maschurenko siegte er im Achtelfinale durch eine Strafe (Chui) für den Ukrainer. Im Viertelfinale siegte Croitoru durch Ippon gegen den Franzosen Darcel Yandzi, im Halbfinale erreichte der Usbeke Armen Bagdasarov durch eine Yuko-Wertung das Finale. Den Kampf um Bronze verlor Croitoru gegen den Niederländer Mark Huizinga nach 2:14 Minuten, Croitoru war damit nach 1992 zum zweiten Mal Olympiafünfter.
Nach zwei schwächeren Jahren kehrte Croitoru 1999 in die Weltspitze zurück. Bei den Weltmeisterschaften 1999 in Birmingham verlor er seinen ersten Kampf gegen den Brasilianer Carlos Honorato. Mit vier Siegen in der Hoffnungsrunde, unter anderem gegen Ruslan Maschurenko, erreichte Croitoru den Kampf um Bronze und gewann auch diesen gegen den Kasachen Sergei Schakimow. Im Mai 2000 fanden in Breslau die Europameisterschaften statt. Croitoru besiegte im Achtelfinale den Spanier Fernando González, im Viertelfinale den Belgier Daan De Cooman, im Halbfinale Rəsul Səlimov aus Aserbaidschan und im Finale Mark Huizinga. Bei den Olympischen Spielen 2000 in Sydney bezwang der amtierende Europameister in seinem ersten Kampf José Augusto Geraldino aus der Dominikanischen Republik durch Kampfrichterentscheid. Im Achtelfinale gewann er mit Ippon nach 1:45 Minuten gegen den Russen Dmitri Morosow. Im Viertelfinale traf er auf Mark Huizinga, der mit einer kleinen Wertung weiterkam. Croitoru verlor seinen ersten Kampf in der Hoffnungsrunde gegen Brian Olson aus den Vereinigten Staaten nach 2:12 Minuten und belegte letztlich den geteilten neunten Platz. Nach der Saison 2001 beendete Adrian Croitoru seine internationale Karriere als Aktiver.
Adrian Croitoru war nach seiner Karriere als Judotrainer tätig. Er war bis kurz vor den Weltmeisterschaften 2018 Cheftrainer der rumänischen Männer.